# دهنو علیا (نهاوند)
دهنو علیا (نهاوند)، روستایی از توابع بخش مرکزی شهرستان نهاوند در استان همدان ایران است.

## جمعیت
این روستا در دهستان شعبان قرار دارد و براساس سرشماری مرکز آمار ایران در سال ۱۳۹۵، جمعیت آن ۴۶۱ نفر (۱۴۱خانوار) بوده‌است. این روستا یکی از روستاهای سرسبز نهاوند است که میوه‌های آن شامل هلو-شلیل-سیب-آلوی آن در نهاوند شهرت دارد. به علت عبور نهرهای زیاد از این روستا هوای آن در تابستان بسیار خنک می‌باشد که زمینه را برای بهبود میوه دهی درختان فراهم می‌کند. روستای دهنو علیا در پایه کوه قرار داشته و از بالای قله (چهل خون) نمای بسیار زیبایی دارد و شهر نهاوند و روستاهای اطراف آن در قله پیدا هستند.
از جاهای دیدنی این روستا می‌توان از قله چهل خون، چال روخونه (سد)، چن فراغ (دره فراغ) نام برد.
این روستا از اطراف با روستاهای قشلاق، مرادآباد، دهنو سفلی و بابارستم همسایه است.